# Хочу тобі сказати...
«Хочу тобі сказати...» (рос. «Хочу́ тебе́ сказа́ть...») — російський радянський художній фільм 1985 року режисера Василя Пічула.

## Сюжет
Лариса і Василь знайомі з дитинства. Їх внутрішня скутість, невміння поступатися один одному, страх виглядати смішними призводить до виникнення конфліктних ситуацій — кумедних для оточуючих, але важливих для закоханих, які соромляться своїх почуттів.

## У ролях
- Мар'яна Полтева
- Василь Міщенко
- Тетяна Васильєва
- Олексій Жарков
- Дмитро Орловський
- Ольга Смирнова

## Творча група
- Сценарій: Еміль Брагінський
- Режисер: Василь Пічул
- Оператор: Борис Дунаєв
- Композитор: Михайло Болотін